# Obra Consumada
A Obra Consumada é uma doutrina do cristianismo pentecostal que coloca a santificação no mesmo momento que a conversão, após ser convertido o cristão progressivamente cresce na graça. Isto é contrário à doutrina da perfeição cristã que coloca toda a santificação numa definitiva "segunda obra" da graça a qual é um pré-requisito necessário para receber o batismo no Espírito Santo. O termo obra consumada surge do aforismo "Essa é uma obra consumada no Calvário", referente tanto a salvação quanto a santificação.
A doutrina surgiu como uma das "novas questões" nos primeiros avivamentos pentecostais nos Estados Unidos. Um de seus pioneiros e articuladores teológicos foi William Howard Durham. A disputa em torno dela foi chamada "A Controvérsia da Obra Consumada" que dividiu o movimento pentecostal em orientações doutrinárias wesleyana e não wesleyana.

## Controvérsia

### Contexto
John Wesley defendeu a perfeição cristã que entendia que a santificação era de fato uma obra definitiva posterior a conversão, mas não afirmava uma perfeição sem pecado. Wesley contou com a ideia da theosis para sugerir que a santificação causaria uma mudança na motivação que se nutrida levaria a um aperfeiçoamento gradual do crente. Assim, mesmo se fosse fisicamente possível para um crente santificado pecar, ele ou ela estaria capacitado para escolher evitar o pecado.
Nos meados do século XIX as convenções de Keswick na Inglaterra apoiavam a busca pela santificação. Embora influenciandos pela doutrina de santidade de Wesley, ganhou corpo próprio. Por essa doutrina, a salvação é vista como remédio para a enfermidade mortal do pecado e a santificação como um processo progressivo com revestimento de poder do Espírito Santo. Nos Estados Unidos, Albert Benjamin Simpson, aceitando a teologia Keswickiana, fundou a denominação da Aliança Cristã e Missionária em 1897. Outros adeptos foram D. L. Moody e R. A. Torrey, antes de influenciar o pentecostalismo da Obra Consumada. 

### Resultado
O efeito da controvérsia foi que o jovem movimento pentecostal dividiu-se entre evangélicos de santidade wesleyana e evangélicos reformados não wesleyanos. A obra consumada ganhou o maior apoio de igrejas e missões urbanas independentes e desorganizadas. As denominações pentecostais centradas no sul dos Estados Unidos foram as mais resistentes à nova doutrina. Hoje, essas denominações (Igreja de Deus (Cleveland), Igreja de Deus em Cristo e Igreja Pentecostal de Santidade) retem a compreensão que a segunda obra da graça é a santificação.
Apesar da resistência dos pentecostais wesleyanos, no entanto, os aderentes da obra consumada foram bem-sucedidas em persuadir muitos pentecostais para a validade da sua visão. Como resultado, a maioria das denominações pentecostais fundadas depois de 1911 aderiu a doutrina da obra consumada. Esta herança reformada pode ser visto nas Assembléias de Deus e na Igreja Internacional do Evangelho Quadrangular.